# 忍風戰隊破裏劍者VS牙吠連者
《忍風戰隊破裏劍者VS牙吠連者》。係於日本時間2003年3月14日發售的超級戰隊V-cinema。

## 概要
劇情設定為「忍風戰隊破裏劍者」電視版的卷之二十五到卷之二十六之間。以邪暗者假冒的百獸戰隊登場對上忍風戰隊為劇情開頭。
牙吠連者知道破裏劍者的事，但忍風戰隊這邊只有館長知道有關於百獸戰隊的事情。
本作原創的兩大機器人「轟雷旋風神·劍盾」、「天空轟雷旋風神」登場。特別的是，前者可利用兩作品的玩具完成合體為一大賣點。也是本系列至今以來唯一由兩代戰隊機器人合體的特例。
飾演破裏劍紅的塩谷瞬在拍攝當時左手骨折，因此劇情設定為左手負傷，故事尾聲時，才得以順理成章的包著繃帶演出。
牙吠銀出場數少是因為玉山鐵二檔期的緣故。飾演牙吠黑的酒井一圭和飾演兜雷者的白川裕二郎皆曾為力士，片尾也有兩人較勁相撲的場面。

## 人物

### 忍風戰隊破裏劍者
| 演員/聲優  | 角色     | 代號     | 台配   |
| ---------- | -------- | -------- | ------ |
| 塩谷瞬     | 椎名鷹介 | 破裏劍紅 | 魏伯勤 |
| 長澤奈央   | 野乃七海 | 破裏劍藍 | 詹雅菁 |
| 山本康平   | 尾藤吼太 | 破裏劍黃 | 宋克軍 |
| 白川裕二郎 | 霞一甲   | 兜雷者   | 符爽   |
| 姜暢雄     | 霞一鍬   | 鍬雷者   | 劉傑   |
| 松野太紀   | 手裏劍者 | 手裏劍者 | 符爽   |

### 百獸戰隊牙吠連者
| 演員     | 角色       | 代號   | 台配   |
| -------- | ---------- | ------ | ------ |
| 金子昇   | 獅子走     | 牙吠紅 | 劉傑   |
| 堀江慶   | 鷲尾岳     | 牙吠黃 | 魏伯勤 |
| 柴木丈瑠 | 鮫津海     | 牙吠藍 | 符爽   |
| 酒井一圭 | 牛込草太郎 | 牙吠黑 | 宋克軍 |
| 竹內實生 | 大河冴     | 牙吠白 | 魏晶琦 |
| 玉山鐵二 | 大神月磨   | 牙吠銀 | 魏伯勤 |

### 戰隊關係者
倉鼠館長｜西田健 聲
日向朧｜高田聖子
鐵特姆｜岳美

### 惡役
首領·塔臧特｜梁田清之 聲
一之槍·芙拉碧裘｜山本梓
三之槍·曼馬魯巴｜今村卓博 聲
四之槍·溫蒂努｜福澄美緒
五之槍·薩卡胤｜岡本美登 聲
六之槍·撒塔拉庫拉｜島田敏 聲

### 本作原創角色
丘坊主｜岸祐二 聲
丘諸卜的弟弟。承襲哥哥的遺志與破裏劍者戰鬥，並要求塔臧特能讓他遞補二之槍的空缺。從亞敗柏和角角那打聽到了有關牙吠連者的消息，並誘拐了除了大神以外的牙吠連者和鐵特姆，奪去了G-Phone，一切都是丘坊主為了能加入暗黑七本槍的陰謀。擁有哥哥丘諸卜的全套宇宙忍法，以及與丘諸卜一樣的槍型武器。半吊子性格，被撒塔拉庫拉稱為「丘和尚」。
擔任配音的岸祐二曾演出過『激走戰隊車連者』中的紅車手·陣內恭介，他也曾在忍風戰隊電視版中出演由手裏劍者變裝後的一人。
再生中忍軍團
丘坊主利用「宇宙忍法·中忍復活之術」使其復活的中忍們。能與丘坊主產生共鳴，使得丘坊主的能量能夠提升到極限。
再生丘諸卜
丘坊主利用宇宙忍法·大哥亡魂召喚之術而復活。前來援助弟弟丘坊主。

## 機體
旋風神
轟雷神
天空神
風雷丸｜宮田浩德 聲
轟雷旋風神
在轟雷旋風神等機器人遭到丘坊主的極限能量攻擊後，紛紛解除合體，此時轟雷旋風神的手臂被打斷了，鷹介也因此受傷，此時獅子提議使用威力獸的力量，由牙吠鯊魚和牙吠虎合體為轟雷旋風神的雙手，加上牙吠大象的援助，本作原創的機器人「轟雷旋風神·劍盾」因此應運而生。使出「必殺奧義·風雷百獸斬」輕鬆擊敗再生巨大化中忍。
天空轟雷旋風神
天空神作為右手與轟雷旋風神進行「天空武裝」後的合體型態。必殺技為與眾威力獸聯合放出能量的「絕對究極奧義·百獸雷霆颶風」終結了丘坊主，也粉碎了他的野心。
牙吠王
牙吠王·牙吠长颈鹿
牙吠王·劍盾
牙吠獵人